# Lhotka u Radnic
Pour les articles homonymes, voir Lhotka.
Lhotka u Radnic est une commune du district de Rokycany, dans la région de Plzeň, en République tchèque. Sa population s'élevait à 60 habitants en 2021.

## Géographie
Lhotka u Radnic se trouve à 17 km au nord de Rokycany, à 23 km au nord-est de Plzeň et à 65 km à l'est-sud-est de Prague.
La commune est limitée par la Bujesily au nord, par Hlohovice à l'est, par Kamenec au sud et par Němčovice et Liblín à l'ouest.

## Histoire
La première mention écrite du village date de 1362.

## Administration
La commune se compose de deux sections :
- Lhotka u Radnic
- Chockov

## Transports
Par la route, Lhotka u Radnic se trouve à 7 km de Radnice, à 20 km de Rokycany, à 29 km de Plzeň et à 83 km de Prague.